# Hirano-jinja
Pour les articles homonymes, voir Hirano.

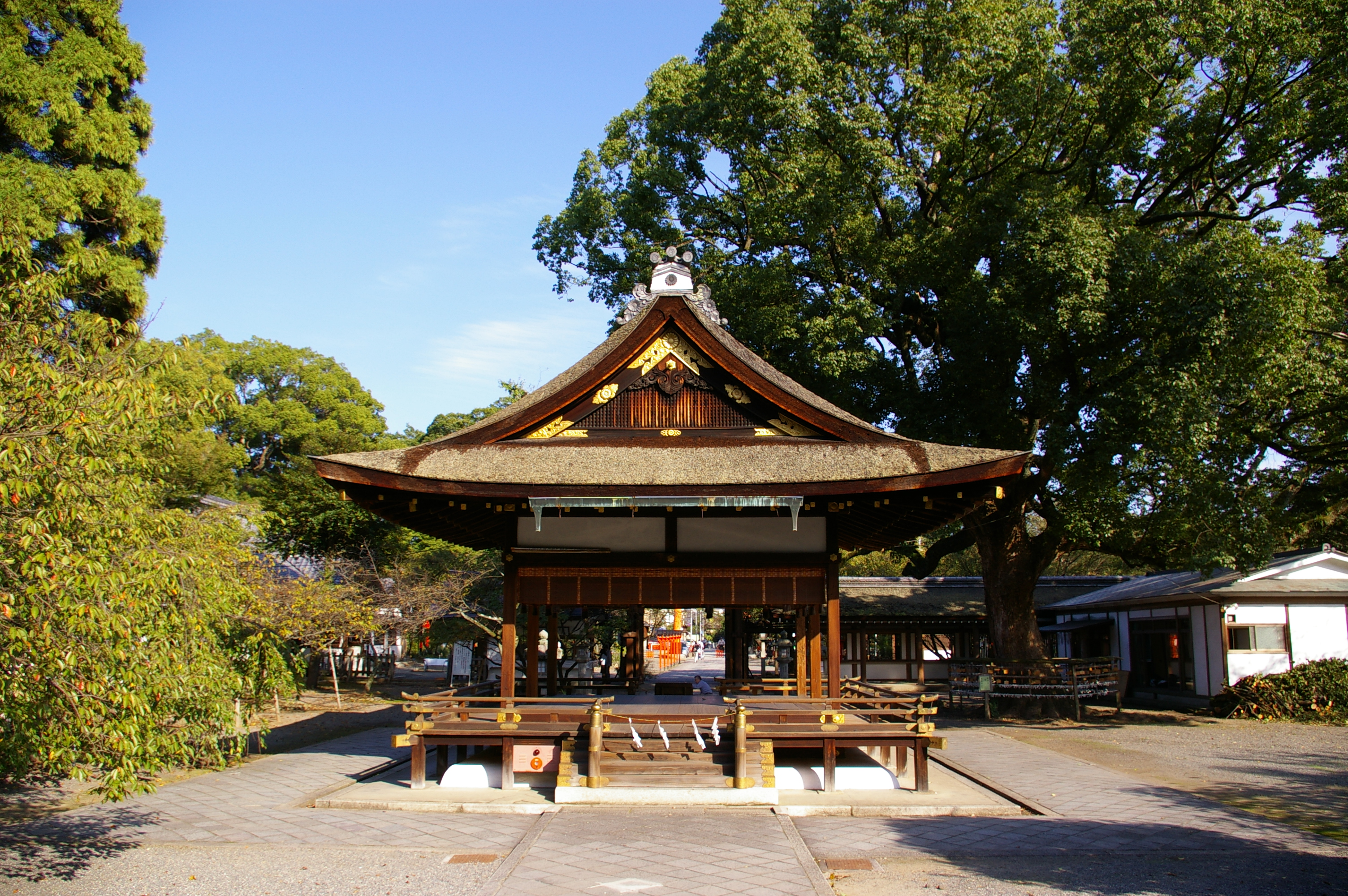
Haiden : bâtiment consacré au culte.

Le Hirano-jinja (平野神社) est un sanctuaire shinto situé dans l'arrondissement de Kita-ku à Kyoto au Japon.

## Histoire
Le sanctuaire est fondé en 794 par l'empereur Kammu quand la capitale est transférée de Nagaoka-kyō à Heian-kyō. Dès les premières années, il est souvent visité par des membres de la famille impériale. Durant les premiers siècles, le sanctuaire bénéficie également d'une relation spéciale avec les clans Genji et les Heike.
Le sanctuaire devient l'objet du patronage impérial au début de l'époque de Heian et un des vingt-deux sanctuaires. En 965, l'empereur Murakami ordonne que des messagers impériaux soient envoyés aux divinités shintō, gardiennes du Japon, pour les tenir informées des principaux événements. Ces heihaku sont d'abord présentés à seize sanctuaires, dont Hirano-jinja.
La longue histoire des festivals au sanctuaire commence pendant le règne de empereur Kazan. Tous les ans, depuis 985, le sanctuaire est le site d'un festival célébrant les cerisiers en fleur qui est devenu le plus ancien festival régulièrement tenu à Kyoto. Chaque année, le festival commence le matin par une cérémonie au mausolée de l'ancien empereur Kazan. Dans l'après-midi, une procession en habits traditionnels se rend du sanctuaire dans la région voisine.
Les bâtiments actuels du sanctuaire ont été reconstruits au XVIIe siècle.
Les divinités dédicataires du sanctuaire sont au nombre de quatre auxquels sont attribués des bâtiments de culte :
- Imaki-no-kami (今木神) ;
- Kudo-no-kami (久度神) ;
- Furuaki-no-kami (古開神) ;
- Hime-no-kami (比売神).

De 1871 jusqu'en 1946, le sanctuaire Hirano est officiellement classé parmi les kanpei-taisha (官幣大社) du système moderne de classement des sanctuaires shinto, ce qui signifie qu'il se tient au premier rang des sanctuaires soutenus par l'État.
Le Hirano-jinja est bien connu et populaire pour sa flore. Il dispose notamment de 1 500 arbres fruitiers plantés en 1994 à l'occasion du 1 200 e anniversaire de l'arrivée des dieux dans le sanctuaire qui est également un endroit populaire pour la fête célébrant l'arrivée du printemps : hanami.

## Galerie

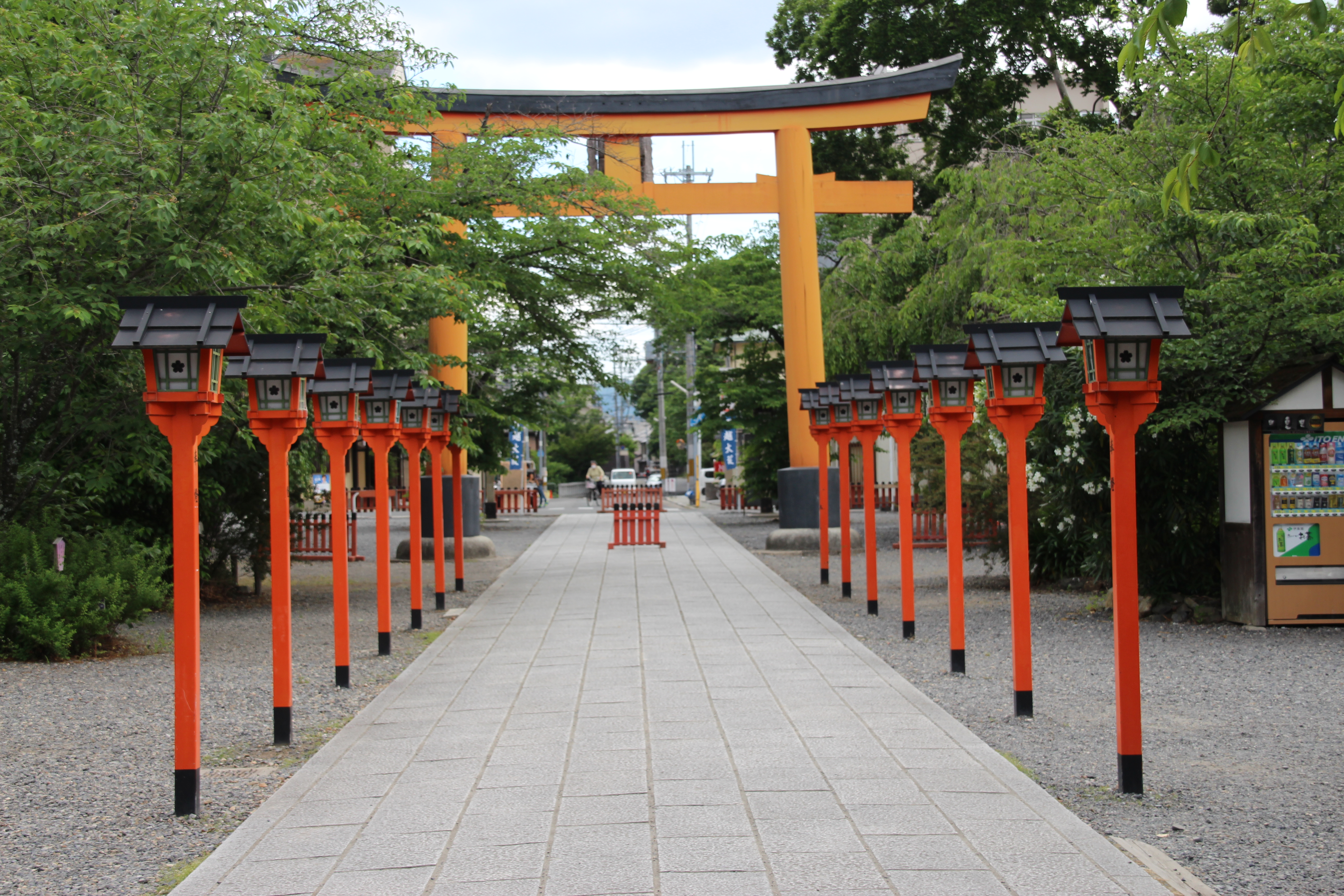
Sando
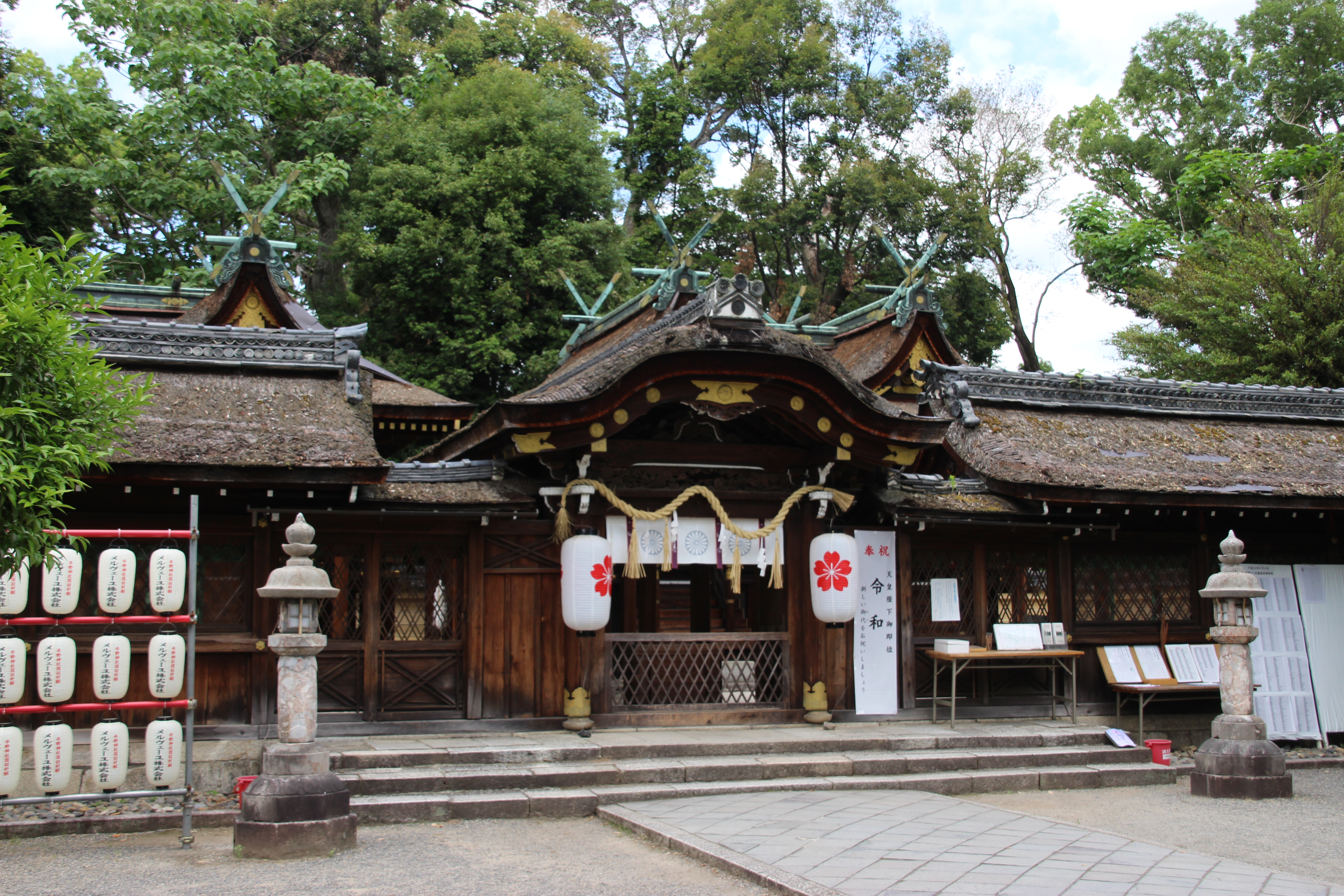
Bâtiments du sanctuaire
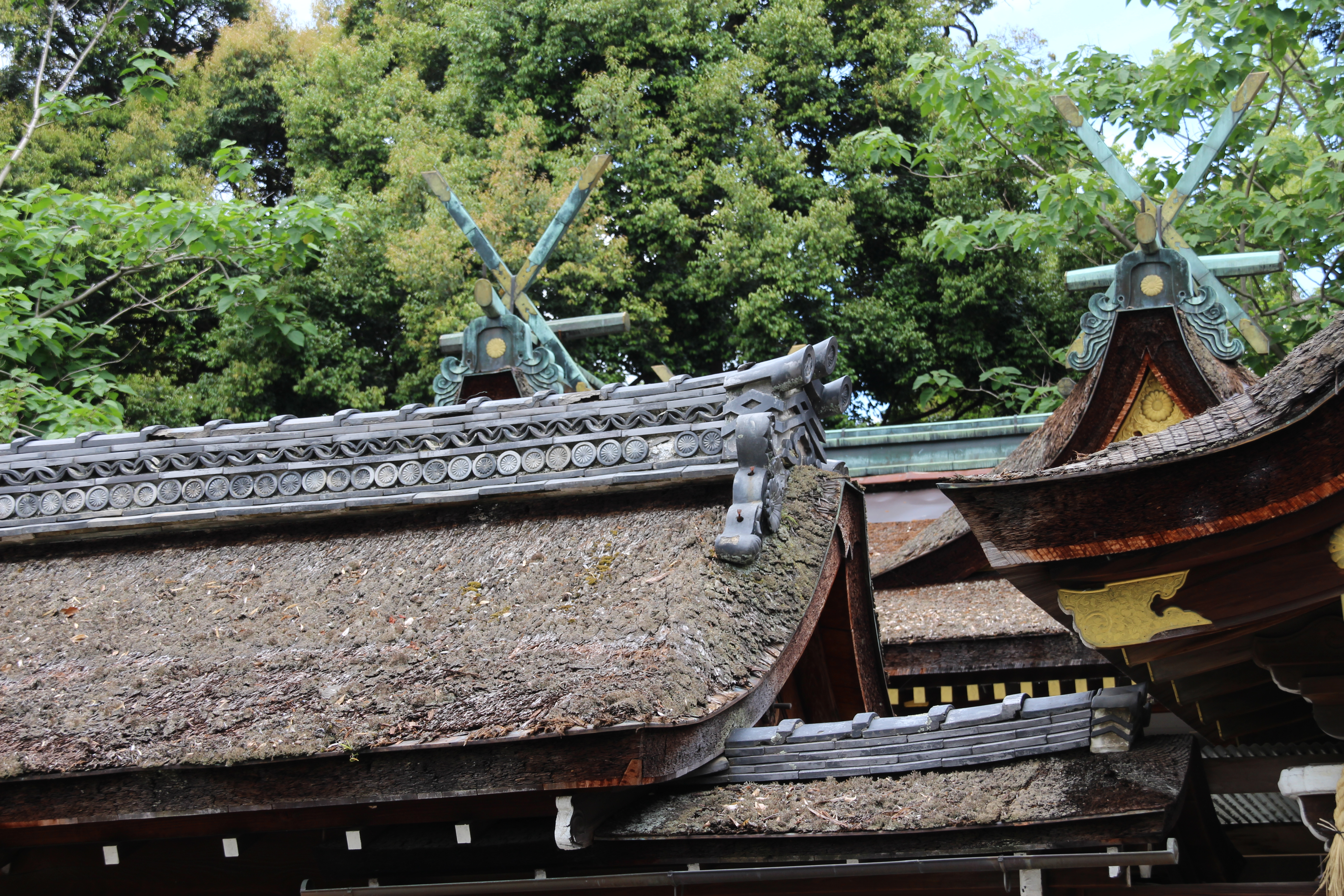
Toiture avec ornements Chigi